# Art Clokey
Art Clokey est un réalisateur américain né le 12 octobre 1921 à Détroit, Michigan et mort le 8 janvier 2010 à Los Osos, Californie.
Art Clokey est considéré comme le pionnier de l'animation à base de pâte à modeler qu'il a expérimentée dès 1955 dans un court-métrage appelé Gumbasia, sous l'influence de son professeur Slavko Vorkapich (en), à l'université du Sud de la Californie. Clokey fut diplômé de l'université Miami de l'Ohio où son père adoptif, Joseph W. Clokey (en), avait été doyen de l'école des beaux-arts.
L'esthétique de cet environnement fut à la base de celui de son plus célèbre personnage, Gumby. Depuis 1956, Gumby a toujours été présent sur les écrans d'Amérique du Nord, faisant des apparitions dans différentes séries télévisées et en 1995 dans le film Gumby: The Movie. L'autre production célèbre de Clokey est le duo Davey et Goliath, sponsorisée par l'Église luthérienne.
Une chose moins connue est qu'Art Clokey réalisa quelques films d'animation à base de pâte à modeler très expérimentaux et visuellement inventifs, qui n'avaient rien à voir avec un univers enfantin. Pas seulement son premier film Gumbasia, mais aussi le film visuellement riche Mandala — décrit par Clokey comme une métaphore de l'évolution de la conscience humaine — et le bizarre The Clay Peacock, une élaboration autour du logo de l'époque de la chaîne de télévision américaine NBC. Ces films sont depuis peu disponibles sur les bonus de l'intégrale de Gumby en DVD.